# ولگردها (فیلم ۲۰۲۳)
ولگردها یا سگ‌های ولگرد (به انگلیسی: Strays) یک فیلم کمدی لایو اکشن-پویانمایی آمریکایی به کارگردانی و تهیه کنندگی جاش گرینباوم است. ویل فرل، جیمی فاکس، ویل فورته، رندل پارک و آیلا فیشر در این فیلم بازی می‌کنند که در تاریخ ۹ ژوئن ۲۰۲۳ توسط یونیورسال پیکچرز اکران شد.

## داستان
یک سگ رها شده با دیگر سگهای ولگرد همکاری می‌کند تا از صاحب سابقش انتقام بگیرد.

## بازیگران
- ویل فرل در نقش سگ رها شده[۱]
- جیمی فاکس در نقش یکی از توله سگ‌های ولگرد[۱]
- ویل فورته به عنوان صاحب سابق سگ رها شده[۱]
- رندل پارک[۲]
- آیلا فیشر[۳]

## تولید
در آگوست ۲۰۱۹، فیل لرد و کریستوفر میلر قراردادی را با یونیورسال پیکچرز امضا کردند. در ماه مه ۲۰۲۱، یونیورسال حقوق فیلم را به دست آورد، یک کمدی بزرگسالان که توسط دن پررو نوشته شده بود و لرد و میلر در کنار اریک فیگ و لوئیس لتریر به تهیه کنندگی پیوستند. این فیلم محصول مشترک پیکچراستارت و ربیت هول پروداکشنز است. فیلمبرداری در سپتامبر ۲۰۲۱ در آتلانتا، جورجیا آغاز شد. تولید تا دسامبر ۲۰۲۱ به پایان رسید.

## رهایی
این فیلم قرار است در تاریخ ۹ ژوئن ۲۰۲۳ در سینماها اکران شود.